# Tiết cước điếm
Tiết cước điếm hay còn gọi tiết cước Nyman (danh pháp khoa học: Cladopus nymanii) là một loài thực vật có hoa trong họ Podostemaceae. Loài này được H.Möller mô tả khoa học đầu tiên năm 1899.